# إيهود روجرز
إيهود روجرز (بالإنجليزية: Ehud Rogers)‏ (15 أكتوبر 1909 في المملكة المتحدة - 25 يناير 1996) هو لاعب كرة قدم ويلزي في مركز الهجوم. لعب مع نادي أرسنال ونادي ريكسهام.